# Schiedami vasúti baleset
A schiedami vonatbaleset 1976. május 4-én történt a Schiedam Centrum vasútállomás közelében, Schiedam városban, Hollandiában. A nemzetközi Rajna Expressz Hoek van Holland felől érkezett, Münchenből. A vonatot egy NS Class 1300-as mozdony hajtotta. Az 1311 Best néven futó szerelvény összeütközött a Rotterdam felől érkező Stoptrein 4116 számozású helyközi vonattal. A balesetben 24-en vesztették életüket, öten súlyosan megsérültek, míg többen könnyebb sérüléseket szenvedtek.
A vonatbaleset már a második súlyosabb vasúti szerencsétlenség volt Schiedam közelében, mert 1856. augusztus 10-én történt itt egy három halálos áldozattal járó vasúti szerencsétlenség.

## Fordítás
- Ez a szócikk részben vagy egészben  a   Schiedam train disaster című angol Wikipédia-szócikk ezen változatának fordításán alapul.  Az eredeti cikk szerkesztőit annak laptörténete sorolja fel. Ez a jelzés csupán a megfogalmazás eredetét és a szerzői jogokat jelzi, nem szolgál a cikkben szereplő információk forrásmegjelöléseként.